# Museo de Arte del Estado de Veracruz
El Museo de arte del Estado de Veracruz es uno de los museos más importantes del estado ubicado en la ciudad de Orizaba en un antiguo recinto del siglo XVIII construido alrededor de 1776 y que llevaba el nombre de Oratorio de San Felipe Neri como un convento anexo al Santuario de Santa María de Guadalupe fundado por la orden de los filipenses. Posteriormente, el edificio funcionaría como hospital y como cárcel, fue destruido por varios temblores y reconstruido nuevamente hasta que en 1992 se reinauguró como museo de arte. Se considera que esta colección es pinacoteca de arte del siglo XIX y de la primera mitad del siglo XX más importante del Golfo de México.

## Historia del recinto

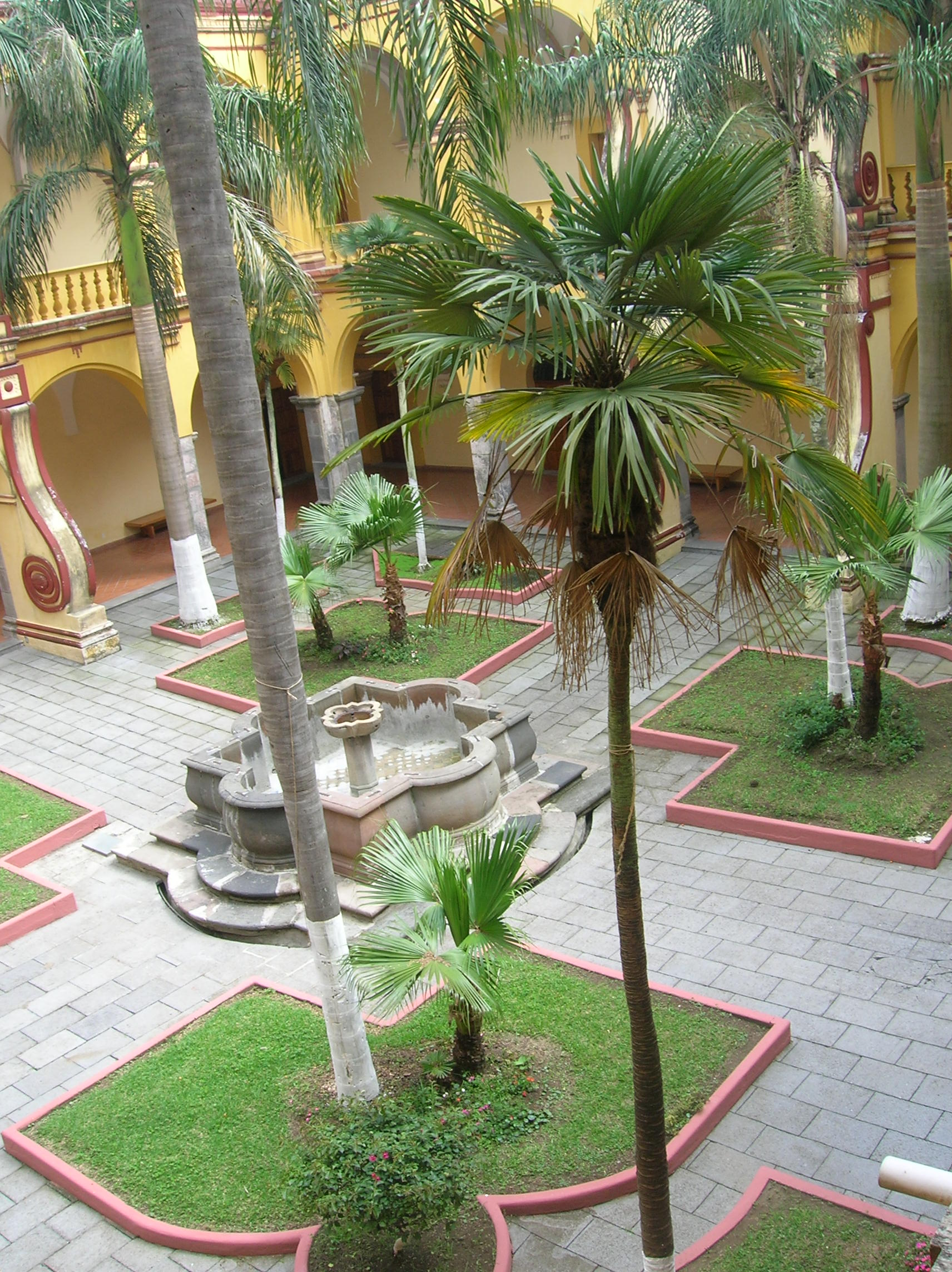
Museo de Arte del Estado de Veracruz, patio.

Construido por el año de 1776 según fuentes históricas por la orden filipense, el edificio fue azotado por los temblores que suceden en la región constantemente, por lo que el edificio se mantenía con varios agrietamientos. Después del triunfo de los liberales en la Guerra de Reforma y el consecuente triunfo de las leyes de reforma, los religiosos tuvieron que abandonar el edificio y después durante la segunda intervención francesa y la ocupación de la ciudad de Orizaba por el ejército francés, el edificio se convirtió en hospital para los soldados galos entre 1864 y 1865. Posteriormente tras nuevos sismos y una reconstrucción, el recinto continúo funcionando como hospital primero de niños y después de mujeres. En 1910 se convertiría en cárcel de mujeres y en 1938 albergó el primer hospital del IMSS en la región. El terremoto del 28 de agosto de 1973 terminó por destruir gran parte del recinto por lo cual estuvo en el abandono alrededor de 20 años hasta que en 1989 a iniciativas del Gobernador interino de Veracruz Dante Delgado Rannauro comenzaron las labores de reconstrucción del edificio con miras a albergar las importantes colecciones por medio de un patronato encabezado por el entonces Alcalde Orizaba Luis Rojí Uribe, siendo inaugurado el museo el 27 de noviembre de 1992 con un presupuesto de tres y medio millones de pesos.

## Museo de arte
El museo de arte del estado de Veracruz fue inaugurado y abierto al público el 27 de noviembre de 1992 contando con 8 salas de exhibición que albergan alrededor de 700 obras de gran valor artístico.

## Colección
Las obras exhibidas datan desde la época virreinal hasta la época contemporánea y de autores mexicanos importantes destacando la colección de 33 obras de las primeras realizadas por Diego Rivera quien las donó al Gobierno del Estado de Veracruz por haberlo apoyado con la primera beca que el artista obtuvo para estudiar en Europa. También se encuentran obras de los maestros José María Velasco, Miguel Cabrera, José Justo Montiel, Salvador Ferrando, Ignacio Rosas Flores e incluso se cuenta con una litografía del volcán Pico de Orizaba obra del naturalista alemán Alexander Von Humboldt. La mayoría de las obras tratan motivos de paisajes del estado de Veracruz así como de motivos históricos.